# Bloemendaal
Bloemendaal é uma vila e um município dos Países Baixos, situado na província da Holanda do Norte. Tem 45,23 km² de área e sua população em 2020 foi estimada em 23.566 habitantes.